# Francesco Maria Pignatelli

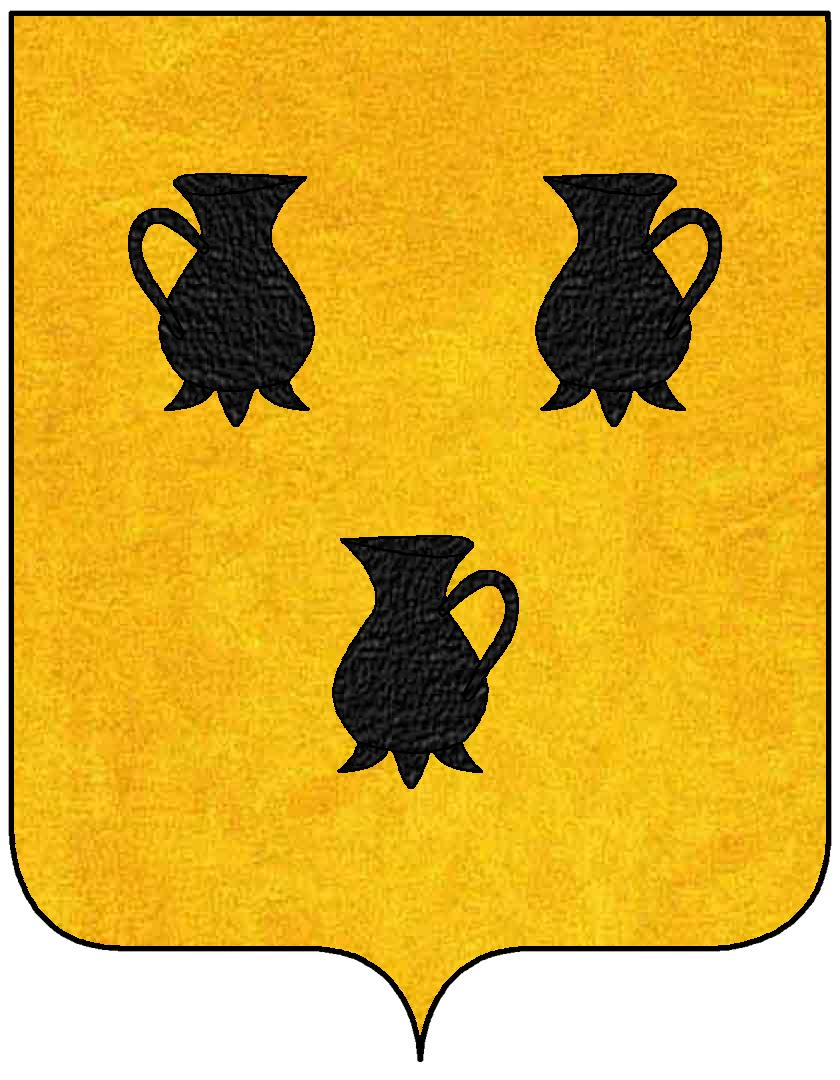
Stemma Pignatelli

Francesco Maria Pignatelli (Rosarno, 22 febbraio 1745 – Roma, 14 agosto 1815) è stato un cardinale italiano.

## Biografia
Nacque a Rosarno, in Calabria, il 22 febbraio 1745, da una delle più importanti famiglie nobiliari del Regno di Napoli, figlio di Fabrizio III Pignatelli, ottavo Principe di Noia, e di Costanza de' Medici, parente del quasi omonimo cardinale Francesco Pignatelli e del cardinale Domenico Pignatelli di Belmonte.
Ricevette la sua prima educazione da precettori domenicani e cappuccini, quindi nel 1758 si recò a Roma, dove studiò presso il Collegio Clementino dei Padri Somaschi.
Iniziò la carriera ecclesiastica come protonotario apostolico, quindi divenne refendario del Tribunale dell'Apostolica Segnatura di Giustizia e Grazia (28 novembre 1765), vice-legato a Ferrara (19 gennaio 1767 - 30 giugno 1772), relatore della Sacra Consulta (1772), infine Maestro di Camera del papa, posto che occupò fino alla sua elevazione al cardinalato.
Papa Pio VI lo elevò al rango di cardinale-prete nel concistoro del 21 febbraio 1794 con il titolo di Santa Maria del Popolo.
Come legato papale a Ferrara il 1º giugno 1795, quando le truppe francesi occuparono la città senza combattere venne incarcerato per un breve periodo come prigioniero di guerra; liberato, si recò a Roma, quindi a Napoli.
Napoleone lo richiese come ostaggio dopo la sua entrata in Milano, ma la firma del Trattato di Tolentino (1797) lo esentò. Partecipò al conclave tenutosi a Venezia nel 1799-1800, quindi fece ritorno a Roma, occupata dall'esercito napoletano.
Nuovamente arrestato dai francesi, tornati a occupare Roma, il 10 dicembre 1809 e portato in Francia, dove già era detenuto papa Pio VII, fu uno dei tredici "cardinali neri" che rifiutarono di presenziare al matrimonio fra l'imperatore e l'arciduchessa Maria Luisa d'Asburgo-Lorena il 12 aprile 1810: su ordine di Napoleone, venne rinchiuso a Rethel assieme al cardinale Alessandro Mattei. Fu richiamato dopo la firma del Concordato di Fontainebleau da parte del papa il 25 gennaio 1813, che però Pio VII denunciò già il 24 marzo dello stesso anno.
Non andò in esilio assieme a altri cardinali il 27 gennaio 1814 a causa delle sue gravi condizioni di salute, e rimase a Parigi; un ordine del governo provvisorio lo liberò finalmente il 2 aprile 1814: Pignatelli poté tornare a Roma, dove morì l'anno seguente, il 14 agosto 1815 all'età di 70 anni, nel suo palazzo di S. Lorenzo ai Monti. La salma venne esposta nella chiesa di Santa Maria in Vallicella e le esequie si svolsero alla presenza del papa Pio VII. Venne sepolto nella basilica di Santa Maria in Trastevere, di cui aveva assunto il titolo il 2 aprile 1800.

## Ascendenza
|                                                                          |                                                |                                                                           | Genitori                                                                |  |  | Nonni |  |  | Bisnonni                                |  |  | Trisnonni                              |  |
|                                                                          |                                                |                                                                           |                                                                         |  |  |       |  |  | Niccolò Pignatelli dei principi di Noja |  |  | Giulio Pignatelli, II principe di Noja |  |
|                                                                          |                                                |                                                                           |                                                                         |  |  |       |  |  | Niccolò Pignatelli dei principi di Noja |  |  | Giulio Pignatelli, II principe di Noja |  |
|                                                                          |                                                | Beatrice Carafa                                                           |                                                                         |  |  |       |  |  | Niccolò Pignatelli dei principi di Noja |  |  |                                        |  |
| Diego Pignatelli, VII principe di Noja e IX duca di Monteleone           |                                                |                                                                           |                                                                         |  |  |       |  |  | Niccolò Pignatelli dei principi di Noja |  |  |                                        |  |
|                                                                          |                                                | Giovanna Pignatelli, VI principessa di Noja e VIII duchessa di Monteleone | Andrea Fabrizio Pignatelli, V principe di Noja e VII duca di Monteleone |  |  |       |  |  |                                         |  |  |                                        |  |
|                                                                          |                                                | Giovanna Pignatelli, VI principessa di Noja e VIII duchessa di Monteleone | Andrea Fabrizio Pignatelli, V principe di Noja e VII duca di Monteleone |  |  |       |  |  |                                         |  |  |                                        |  |
|                                                                          |                                                | Giovanna Pignatelli, VI principessa di Noja e VIII duchessa di Monteleone | Teresa Antonia Pimentel y Benavides                                     |  |  |       |  |  |                                         |  |  |                                        |  |
| Fabrizio Matteo Pignatelli, VIII principe di Noja e X duca di Monteleone |                                                | Giovanna Pignatelli, VI principessa di Noja e VIII duchessa di Monteleone |                                                                         |  |  |       |  |  |                                         |  |  |                                        |  |
|                                                                          |                                                | Giacomo Pignatelli, III duca di Bellosguardo                              | Fabrizio Pignatelli, II duca di Bellosguardo                            |  |  |       |  |  |                                         |  |  |                                        |  |
|                                                                          |                                                | Giacomo Pignatelli, III duca di Bellosguardo                              | Fabrizio Pignatelli, II duca di Bellosguardo                            |  |  |       |  |  |                                         |  |  |                                        |  |
|                                                                          |                                                | Giacomo Pignatelli, III duca di Bellosguardo                              | Laura Carafa                                                            |  |  |       |  |  |                                         |  |  |                                        |  |
| Margherita Pignatelli, V duchessa di Bellosguardo                        |                                                | Giacomo Pignatelli, III duca di Bellosguardo                              |                                                                         |  |  |       |  |  |                                         |  |  |                                        |  |
|                                                                          |                                                | Anna Maria di Capua                                                       | Giovanni Battista di Capua, V principe di Venafro                       |  |  |       |  |  |                                         |  |  |                                        |  |
|                                                                          |                                                | Anna Maria di Capua                                                       | Giovanni Battista di Capua, V principe di Venafro                       |  |  |       |  |  |                                         |  |  |                                        |  |
|                                                                          |                                                | Anna Maria di Capua                                                       | Beatrice Muscettola                                                     |  |  |       |  |  |                                         |  |  |                                        |  |
| Francesco Maria Pignatelli                                               |                                                | Anna Maria di Capua                                                       |                                                                         |  |  |       |  |  |                                         |  |  |                                        |  |
|                                                                          | Ottaviano de' Medici, III principe di Ottajano | Giuseppe I de' Medici, II principe di Ottajano                            |                                                                         |  |  |       |  |  |                                         |  |  |                                        |  |
|                                                                          | Ottaviano de' Medici, III principe di Ottajano | Giuseppe I de' Medici, II principe di Ottajano                            |                                                                         |  |  |       |  |  |                                         |  |  |                                        |  |
|                                                                          | Ottaviano de' Medici, III principe di Ottajano | Andreana d'Avalos                                                         |                                                                         |  |  |       |  |  |                                         |  |  |                                        |  |
| Giuseppe II de' Medici, IV principe di Ottajano                          | Ottaviano de' Medici, III principe di Ottajano |                                                                           |                                                                         |  |  |       |  |  |                                         |  |  |                                        |  |
|                                                                          |                                                | Maria Teresa de Mari                                                      | Carlo I de Mari, I principe di Acquaviva                                |  |  |       |  |  |                                         |  |  |                                        |  |
|                                                                          |                                                | Maria Teresa de Mari                                                      | Carlo I de Mari, I principe di Acquaviva                                |  |  |       |  |  |                                         |  |  |                                        |  |
|                                                                          |                                                | Maria Teresa de Mari                                                      | Geronima Doria                                                          |  |  |       |  |  |                                         |  |  |                                        |  |
| Costanza de' Medici                                                      |                                                | Maria Teresa de Mari                                                      |                                                                         |  |  |       |  |  |                                         |  |  |                                        |  |
|                                                                          |                                                | Gaetano Francesco Caetani, IX duca di Sermoneta                           | Filippo Caetani, IV principe di Caserta                                 |  |  |       |  |  |                                         |  |  |                                        |  |
|                                                                          |                                                | Gaetano Francesco Caetani, IX duca di Sermoneta                           | Filippo Caetani, IV principe di Caserta                                 |  |  |       |  |  |                                         |  |  |                                        |  |
|                                                                          |                                                | Gaetano Francesco Caetani, IX duca di Sermoneta                           | Topazia Caetani                                                         |  |  |       |  |  |                                         |  |  |                                        |  |
| Anna Caetani                                                             |                                                | Gaetano Francesco Caetani, IX duca di Sermoneta                           |                                                                         |  |  |       |  |  |                                         |  |  |                                        |  |
|                                                                          |                                                | Costanza Barberini                                                        | Maffeo Barberini, II principe di Palestrina                             |  |  |       |  |  |                                         |  |  |                                        |  |
|                                                                          |                                                | Costanza Barberini                                                        | Maffeo Barberini, II principe di Palestrina                             |  |  |       |  |  |                                         |  |  |                                        |  |
|                                                                          |                                                | Costanza Barberini                                                        | Olimpia Giustiniani                                                     |  |  |       |  |  |                                         |  |  |                                        |  |
|                                                                          |                                                | Costanza Barberini                                                        |                                                                         |  |  |       |  |  |                                         |  |  |                                        |  |